# SOS Tour
A SOS Tour foi a segunda turnê da cantora e compositora americana SZA, além de ser sua primeira em arenas, com foco no seu segundo álbum de estúdio, SOS (2022). O anúncio da turnê aconteceu em 13 de dezembro, junto com os produtos relacionados ao álbum, apenas quatro dias após seu lançamento. A turnê internacional compreendeu quatro etapas: a primeira e a terceira na América do Norte, a segunda na Europa e a quarta na Oceania, totalizando 63 shows.
Com duração de aproximadamente 90 minutos, cada show apresentava um repertório com mais de 30 músicas, a maior parte delas do álbum SOS. Algumas faixas eram do seu primeiro álbum de estúdio, Ctrl (2017). Em algumas apresentações, houve convidados surpresa que se juntaram a SZA para cantar músicas em que colaboraram. Omar Apollo, Raye e D4vd foram as bandas de abertura de cada etapa, respectivamente.
Um tema visual náutico permeou os concertos, com claras influências teatrais e cinematográficas. Essa abordagem foi intencional, já que SZA buscava uma catarse durante a turnê: "estourar, chorar e fazer teatro". Havia um enredo solto que retratava um barco de pesca navegando até o mar e afundando, com referências a filmes como Titanic (1997) e Kill Bill (2003–2004). A produção se inspirou em clássicos da Broadway e da Disney, como Cinderela (1950). Os cenários incluíam um píer, um barco de pesca, um farol e um fundo marinho. Cada show começava e terminava com SZA em um trampolim, recriando a arte da capa SOS . Para começar o show, ela parecia pular do trampolim e cair nas águas abaixo dela, feito por meio de efeitos visuais pré-filmados.

## Antecedentes
O álbum de estreia de SZA, Ctrl, foi lançado em 2017, e seu segundo álbum, SOS, era bastante aguardado. Essa expectativa se deveu, em grande parte, à aclamação crítica de Ctrl, além de uma espera de cinco anos e vários atrasos relacionados ao lançamento de SOS. Em novembro de 2022, SZA disse à Billboard que o álbum seria lançado no mês seguinte. Ela postou a lista de faixas via Twitter em 5 de dezembro, e SOS foi lançado quatro dias depois com sucesso comercial e de crítica.
Para promover SOS, SZA anunciou produtos relacionados ao álbum em 13 de dezembro. Na mesma ocasião, ela revelou que faria uma turnê no início de 2023 para divulgar o trabalho. Em uma postagem no Instagram, ela expressou: "Hora de levar essa merda para a estrada!" Os ingressos começaram a ser vendidos no site da SZA em 16 de dezembro, às 12h, horário local, com pré-vendas organizadas pela Ticketmaster um dia antes. Várias publicações destacaram a turnê como uma das mais esperadas de 2023, citando a aclamação crítica de SOS e a longa espera pelo álbum de SZA.
A SOS Tour é a segunda turnê de concertos de SZA, sucedendo a Ctrl the Tour, que terminou em 2018, e é também sua primeira turnê em arenas. Inicialmente, as apresentações estavam programadas apenas para a América do Norte, com datas em 17 cidades no Canadá e nos Estados Unidos. Omar Apollo, que nunca havia feito turnê em arenas antes, foi anunciado como o ato de abertura. O primeiro show ocorreu em 21 de fevereiro de 2023, em Columbus, Ohio, enquanto o último aconteceu em 23 de março de 2023, em Inglewood, Califórnia. Uma apresentação marcada para 2 de março na Filadélfia, Pensilvânia, foi adiada.
Três semanas após o segundo show em Inglewood, SZA anunciou a adição de mais 30 apresentações à SOS Tour devido à alta demanda. Essa nova etapa incluirá 10 datas na Europa Ocidental, distribuídas por seis países. A pré-venda dos ingressos começou em 12 de abril de 2023, às 10h, horário local, com uma venda antecipada prevista para 14 de abril, caso houvesse ingressos restantes. A cantora britânica Raye foi anunciada como a banda de abertura em nove dessas datas. Depois de uma digressão pela Europa, SZA regressa à América do Norte Após a turnê na Europa, SZA voltará à América do Norte para realizar 21 shows nos Estados Unidos e um no Canadá. Este conjunto de apresentações inclui a data adiada na Filadélfia. As pré-vendas estarão disponíveis em 13 de abril, às 10h, horário local, e os ingressos estarão à venda a partir de 14 de abril, às 12h, horário local. Em uma entrevista da Variety em novembro de 2023, Jem Aswad revelou que uma quarta etapa da turnê, focada na América Latina e Oceania, está programada para 2024.

## Sinopse do show
Os concertos da SOS Tour tinham duração de cerca de 90 minutos. Cada show apresentava elementos visuais náuticos marcantes, e os críticos costumavam dividir a apresentação em quatro ou cinco atos, com base no cenário do palco. A configuração incluía imagens de água projetadas em telas de vídeo, além de grandes adereços como um barco e uma âncora, que reforçavam o tema visual da turnê. SZA foi acompanhada por uma banda de três integrantes que se posicionava ao longo do palco durante os conceitos. Quatro dançarinos de apoio estavam presentes para executar danças interpretativas; às vezes eles estavam vestidos como marinheiros.
As listas de músicas da SOS Tour continham mais de 30 faixas. Além das canções do álbum SOS, SZA apresentou várias músicas de Ctrl, como "Love Galore", "Broken Clocks" e "Garden (Say It Like Dat)". Ela também incluiu covers, como "Bag Lady" (2000) de Erykah Badu, além de suas colaborações com outros artistas, incluindo "All the Stars" (2018) com Kendrick Lamar e "Kiss Me More" (2021) com Doja Cat. Outras escolhas musicais foram " PSA " e em alguns shows "DTM",  ambas são canções inéditas que aparecerão na reedição de SOS, Lana. Alguns shows contaram com convidados surpresa; a maioria eram artistas com quem ela havia trabalhado em músicas no passado.
Um dos shows começou com SZA recriando a arte da capa do álbum, onde ela aparece em um trampolim no meio do oceano, acompanhada pela música "PSA". A tela demonstrou uma cena pré-filmada em que, por meio de efeitos visuais, sua silhueta joga o microfone no oceano e mergulha de cabeça na água. Emergindo para "Seek & Destroy", SZA e seus companheiros de dança de apoio apareceram atrás do primeiro cenário onde estava o palco, que representava um píer com um barco de pesca atracado.
Quando SZA cantou "Shirt", imagens de poças d'água a seguiam, acompanhadas por seus dançarinos pelo palco. Após uma breve troca de figurino durante "Smoking on My Ex Pack", SZA surgiu no topo de um veleiro em tamanho real, ao lado de um píer. Durante a apresentação de sua música de rock "F2F", ela e seu guitarrista balançavam a cabeça, criando um mosh pit. Em seguida, a tela e o chão do palco projetaram uma cena de um mar turbulento, fazendo com que SZA se refugiasse em um bote salva-vidas flutuante. Esse bote a levou até o extremo oposto da arena, onde havia um farol de 20 pés (6,1 m) de altura.
SZA executou um medley de "Supermodel" ( Ctrl ), "Special", "Nobody Gets Me" e "Gone Girl", enquanto a jangada a transportava pelo local. O cenário com tema de tempestade terminou quando ela chegou ao outro lado. Lá, ela fez outra troca de roupa. Ela usava calças de motociclista vermelhas e um macacão de motociclista com uma bola com pontas e uma corrente na mão, recriando sua roupa no videoclipe de "Kill Bill". Seu adereço foi um retorno a uma cena em Kill Bill: Volume 1 (2003), onde Gogo Yubari lutou contra a protagonista, a Noiva, na Casa das Folhas Azuis usando um martelo de meteoro.
A apresentação de encerramento de "Good Days" marcou o fim do show, com SZA retornando ao trampolim enquanto a tela projetava imagens do sol nascendo ou se pondo. Em alguns shows, "20 Something" (do álbum Ctrl) foi escolhida como a música final, acompanhada de vídeos caseiros de sua falecida avó, que morreu em 2019. Ao final do show, a tela exibiu uma imagem de estrelas formando a frase "Fim". Os créditos começaram com o reconhecimento de SZA como diretora criativa, além de incluir agradecimentos aos motoristas de caminhão, equipe técnica, dançarinos, coreógrafos e músicos de apoio. Após os créditos, foi exibido um teaser para o videoclipe da faixa "Low" do SOS, mostrando SZA com um lança-chamas.

## Estética

### Influências do teatro e do cinema

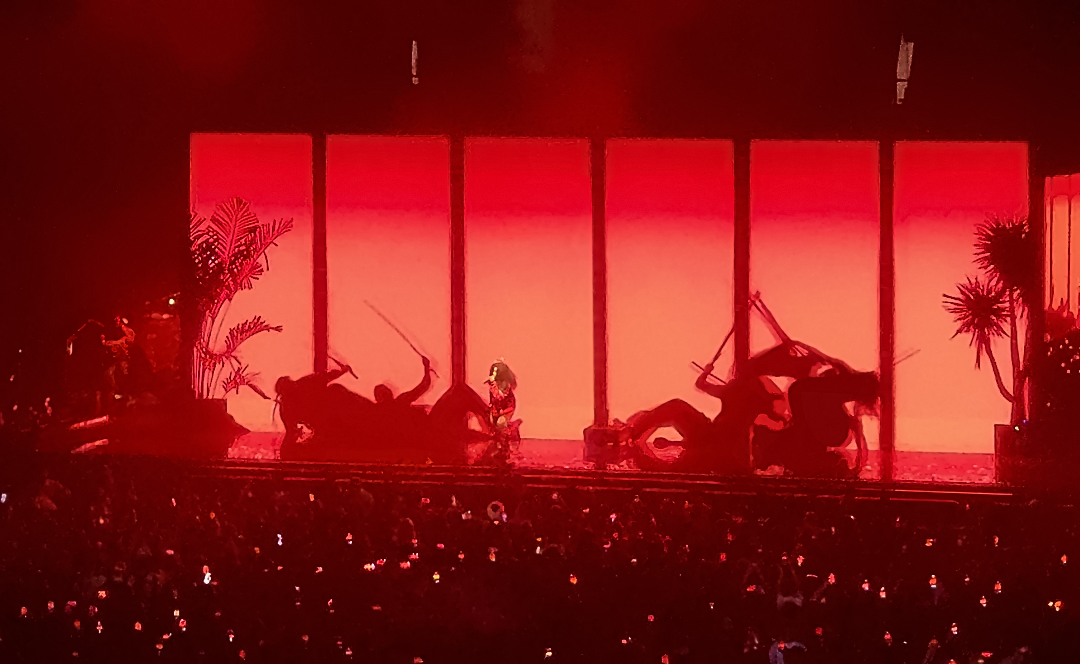
A digressão SOS faz referência visual a filmes como Kill Bill (2003-2004).

SZA descreveu sua abordagem para a turnê como "estourar, chorar e fazer teatro", buscando uma catarse por meio de elementos cinemáticos e teatrais. Ela mencionou à Billboard que desejava que a experiência fosse "inteligente, estimulante, exaustiva e emocionante, como uma festa, mas também como uma sessão de terapia". As apresentações na Broadway foram sua principal inspiração para a produção, combinando esses elementos com os estilos visuais dos espetáculos do Cirque du Soleil. Outra influência estética citada por SZA foi o filme Suspiria (1977), conhecido por suas cores vibrantes e saturadas.
As inclinações cinematográficas e teatrais da turnê se manifestam de várias maneiras, incluindo o uso de créditos, cenários e adereços elaborados. As homenagens ao Titanic (1997) são evidentes no cenário do navio naufragado e na pose de SZA com os braços abertos na proa do barco, enquanto referências à duologia Kill Bill aparecem através do martelo de meteoro e da alusão ao Crazy 88.
Os filmes da Disney também tiveram grande influência na produção da SOS Tour. SZA descreveu a experiência como um "momento Cinderela", misturando elementos estranhos, etéreos e místicos com um "toque hardcore", refletido nos cenários e figurinos. Durante o medley, SZA usou um vestido de tule amarelo como terceiro traje do show, remetendo à personagem Bela de A Bela e a Fera (1991). Além de Cinderela (1950), o cenário e os figurinos foram inspirados em outros filmes da Disney, incluindo Aladdin (1992), Planeta do Tesouro (2002) e A Pequena Sereia (1989).

### Trajes

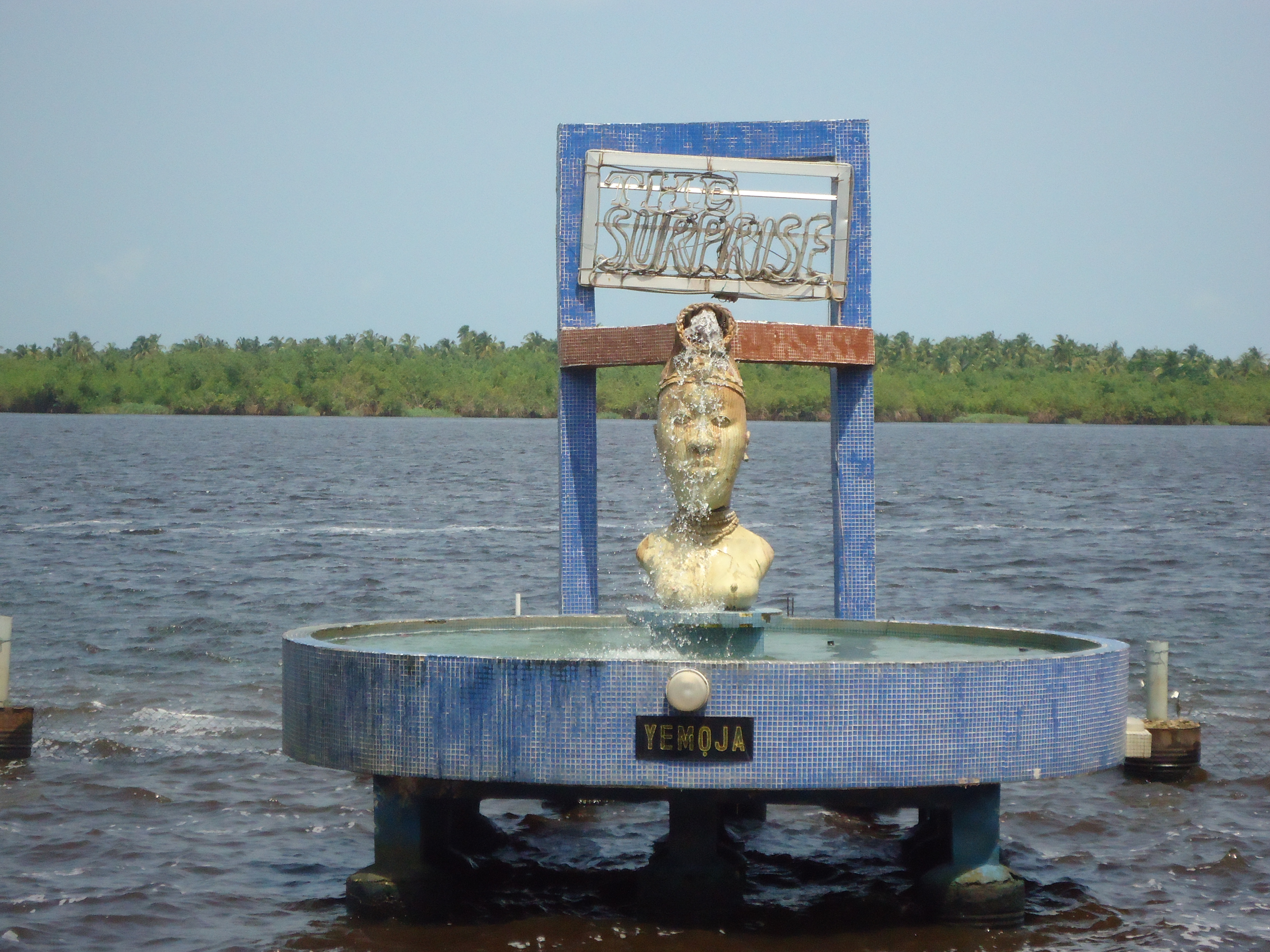
SZA vestiu uma camisa de hóquei com o nome " Yemaya " impresso nas costas. Yemaya é um espírito da água do povo iorubá da África Ocidental.

Houve seis trocas de figurino ao longo dos shows. Quando SZA começou com "PSA", ela usava uma versão da camisa de hóquei do St. Louis Blues, com seu número substituído por um "S", fazendo referência à arte da capa do SOS. Nas costas da camisa estava impresso "Yemaya", o nome de uma divindade da água dos povos iorubás na África Ocidental.
Alejandra Hernandez foi a estilista responsável pelas roupas de SZA, colaborando com ela desde 2016, quando trabalharam juntas no videoclipe de "Drew Barrymore". Muitos designers tentaram sugerir ideias para as roupas de SZA antes da turnê, mas ela recusou todas, confiando em Hernandez e acreditando que deveriam "fazer [suas] próprias coisas". O conforto foi a prioridade na escolha dos looks, tanto em termos de conforto físico quanto em relação à autenticidade de SZA.
Uma parte importante do estilo de SZA é sua afinidade por jaquetas universitárias grandes, o que foi refletido em seu primeiro traje. Hernandez sabia que sempre deveria ter várias dessas peças no guarda-roupa. SZA também preferia jeans largos masculinos e roupas vintage dos anos 1990 e início dos anos 2000, frequentemente usando jaquetas universitárias e roupas masculinas em suas aparições ao vivo antes da turnê.
Essa foi a primeira vez que Hernandez atuou como estilista em turnês de arenas. Ela construiu muitas das peças à mão, garantindo que os designs fossem práticos para as rápidas mudanças de figurino. No entanto, durante o primeiro ensaio geral, a equipe percebeu que a coleção estava muito extravagante. Ciente disso, ela e seu alfaiate reformularam todo o guarda-roupa, reciclando as peças elaboradas em algo mais simples, cortando muitos itens de desgaste inferior para transformá-los em peças de reciclagem. Sobre a terceira roupa, ela contou à Vogue: "A jaqueta de jangada que ela usa quando flutua sobre o público? Essa é uma jaqueta que eu tive que costurar à mão. Essa peça não existia no guarda-roupa; ela seria usada por baixo de uma saia."

### Análise
Os críticos interpretaram o motivo náutico da SOS Tour como metáforas para temas recorrentes na música de SZA. Muitos deles destacaram que a premissa da viagem, simbolizada por acessórios como o submarino e o farol, representava a navegação interna para curar-se de um passado tumultuado. Uma interpretação do mergulho de SZA no oceano foi vista como um mergulho metafórico, refletindo sua contemplação sobre a complexidade das emoções que ela expressa ao longo do repertório. Outro crítico comparou essa ação à sua disposição de correr riscos em relacionamentos incertos. O oceano, segundo essa visão, simbolizava os altos e baixos do amor: "A viagem de SZA reflete a turbulência e os bons momentos que podem ser vividos em qualquer relacionamento. Em meio às tempestades e momentos de confusão, o amor sempre encontra seu caminho para casa."
Mikael Wood, do Los Angeles Times, analisou a performance de "Special", realizada ao lado do farol. Ele contextualizou a música, que aborda os arrependimentos de um homem que não conseguiu reconhecer a melhor e mais especial versão de alguém. Em sua análise, Wood destacou que o Holofotes ajuda o público a se sentir visto, refletindo oss qualidades vulneráveis e confessionais de "Special" e das obras de SZA em geral. Ele afirmou: "Ela coloca todas as complexidades detalhadas de uma vida pessoal confusa, com suas traições, decepções e compromissos, em um feixe altamente focado que, de alguma forma, faz com que seus ouvintes se sintam unicamente reconhecidos."

## Desempenho comercial
De acordo com a Billboard, a SOS Tour terminou 2023 como a 38ª turnê mais vendida do ano, arrecadando US$ 57 milhões e atraindo pelo menos 420.000 participantes durante o período de acompanhamento do boxscore. No total, a turnê gerou US$ 95,5 milhões e vendeu 674.000 ingressos em 2023. A Billboard destacou que o "sucesso lento" de Ctrl na parada de álbuns dos EUA foi um grande fator para o desempenho comercial da turnê. Para promover o álbum, SZA se apresentou em locais com capacidade para cerca de 1.000 pessoas, como o Brooklyn Steel, em Nova York. A permanência de Ctrl na parada indicou uma expectativa por novas músicas, o que, segundo a Billboard, elevou a demanda por uma turnê em locais maiores. Isso resultou em um aumento exponencial no boxscore em comparação com o Ctrl Tour.
A primeira etapa da SOS Tour vendeu 238.000 ingressos e arrecadou US$ 34,5 milhões, conforme relatado pela Billboard. Em média, cada show arrecadou US$ 1,9 milhões e atraiu 12.812 participantes. A dispersão de ingressos vendidos por noite foi baixa, variando de 11.069 em Atlanta a 14.383 em Toronto. O comparecimento em San Diego foi uma exceção, atraindo apenas 8.700 pessoas devido à capacidade relativamente pequena da arena. As noites com maior participação e arrecadação foram as datas consecutivas, com os shows em Nova York e Inglewood vendendo, respectivamente, 27.000 e 25.000 ingressos. Os concertos em Nova York arrecadaram US$ 4,7 milhões, enquanto os de Inglewood geraram US$ 3,9 milhões.
No Emo's em Austin, SZA se apresentou para um público de 1.550 pessoas, arrecadando US$ 31.000. Quando revisitou a cidade e se apresentou no Moody Center, o público cresceu para sete vezes mais, resultando em uma arrecadação 55 vezes maior em comparação ao show de 2017. Seus shows consecutivos em Nova York tiveram 1.376% mais espectadores e pelo menos 10.000% mais lucro bruto em relação ao show no Brooklyn Steel, onde ela havia arrecadado US$ 45.000 para 1.800 participantes.

## Lista de músicas
2023
Esta lista de músicas é do show em Columbus e não se destina a representar todas as datas da turnê.
1. "PSA"
2. "Seek & Destroy"
3. "Notice Me"
4. "Conceited"
5. "Love Galore"
6. "Broken Clocks"
7. "Forgiveless"
8. "Used"
9. "Bag Lady"
10. "Blind"
11. "Shirt"
12. "Too Late"
13. "Smoking on My Ex Pack"
14. "All the Stars"
15. "Prom"
16. "Garden (Say It like Dat)"
17. "F2F"
18. "Drew Barrymore"
19. "Doves in the Wind"
20. "Low"
21. "Open Arms" (Interlude)
22. "Supermodel"
23. "Special"
24. "Nobody Gets Me"
25. "Gone Girl"
26. "SOS"
27. "Kiss Me More"
28. "Love Language"
29. "Snooze"
30. "Kill Bill"
31. "I Hate U"
32. "The Weekend"

Mais
1. "Good Days"

2024
Esta lista é do primeiro espetáculo em Melbourne. Não se destina a representar todas as datas da digressão.
1. "Seek & Destroy"
2. "Love Galore"
3. "Broken Clocks"
4. "Forgiveless"
5. "Ghost in the Machine"
6. "Blind"
7. "Shirt"
8. "Awkward"
9. "All the Stars"
10. "Low"
11. "Prom"
12. "Garden (Say It like Dat)"
13. "Open Arms"
14. "F2F"
15. "Drew Barrymore"
16. "Supermodel" / "Special"
17. "Nobody Gets Me"
18. "Normal Girl"
19. "Kiss Me More"
20. "Love Language"
21. "Snooze"
22. "I Hate U"
23. "Kill Bill"
24. "The Weekend"
25. "Good Days"
26. "Go Gina"

Mais
1. "20 Something"

### Convidados surpresa
A seguir está uma lista de convidados especiais surpresa que acompanharam SZA durante a SOS Tour. Uma adaga indica uma colaboração entre SZA e o convidado.
1. Phoebe Bridgers por "Ghost in the Machine" (2022)†
  - 4 de março, 2023 – New York City[71]
  - 23 de março, 2023 – Inglewood[72]
2. Cardi B por "I Do" (2017)† and "Tomorrow 2" (2022)
  - 4 de março, 2023– New York City[71]
3. Summer Walker por "No Love" (2022)†
  - 7 de março, 2023 – Atlanta[49]
4. Lil Baby por "Forever" (2022)
  - 7 de março, 2023 – Atlanta[49]
5. Lizzo por "Special" remix (2023)†[nota 7]
  - 23 de março, 2023 – Inglewood[72]
6. Travis Scott for "Love Galore" (2017)† e "Low" (2022)†
  - 1 de junho, 2023 – Amsterdam[73]
  - 13 de junho, 2023 – Manchester[74]
  - 17 de junho, 2023 – London[74]
7. Sexyy Red for "Rich Baby Daddy" (2023)†
  - 11 de outubro, 2023 – St. Louis[75]
8. Aliyah's Interlude for "It Girl" (2023)
  - 26 de abril, 2024 – Sydney

## Datas da tûrne
| Data (2023)                   | Cidade           | País           | Local                         | Ato(s) de abertura | Participação    | valor bruto  |
| ----------------------------- | ---------------- | -------------- | ----------------------------- | ------------------ | --------------- | ------------ |
| 21 de fevereiro, 2023         | Columbus         | Estados Unidos | Schottestein Center           | Omar Apollo        | —               | —            |
| 22 de fevereiro, 2023         | Chicago          | Estados Unidos | United Center                 | Omar Apollo        | —               | —            |
| 24 de fevereiro, 2023         | Detroit          | Estados Unidos | Little Caesars Arena          | Omar Apollo        | —               | —            |
| 25 de fevereiro, 2023         | Toronto          | Canadá         | Scotiabank Arena              | Omar Apollo        | 14,383 / 14,383 | —            |
| 27 de fevereiro, 2023         | Washington, D.C. | Estados Unidos | Capital One Arena             | Omar Apollo        | —               | —            |
| 28 de fevereiro, 2023         | Boston           | Estados Unidos | TD Garden                     | Omar Apollo        | —               | —            |
| 4 de março, 2023              | New York City    | Estados Unidos | Madison Square Garden         | Omar Apollo        | 26,574 / 26,574 | $4,738,096   |
| 5 de março, 2023              | New York City    | Estados Unidos | Madison Square Garden         | Omar Apollo        | 26,574 / 26,574 | $4,738,096   |
| 7 de março, 2023              | Atlanta          | Estados Unidos | State Farm Arena              | Omar Apollo        | 11,069 / 11,069 | —            |
| 9 de março, 2023              | Austin           | Estados Unidos | Moody Center                  | Omar Apollo        | —               | —            |
| 10 de março, 2023             | Dallas           | Estados Unidos | American Airlines Center      | Omar Apollo        | —               | —            |
| scope="row" 13 de março, 2023 | San Diego        | Estados Unidos | Viejas Arena                  | Omar Apollo        | —               | —            |
| March 14, 2023                | Oakland          | Estados Unidos | Oakland Arena                 | Omar Apollo        | —               | —            |
| 16 de março, 2023             | Seattle          | Estados Unidos | Climate Pledge Arena          | Omar Apollo        | —               | —            |
| 18 de março, 2023             | Portland         | Estados Unidos | Moda Center                   | Omar Apollo        | —               | —            |
| 19 de março, 2023             | Vancouver        | Canadá         | Rogers Arena                  | Omar Apollo        | —               | —            |
| 22 de março, 2023             | Inglewood        | Estados Unidos | Kia Forum                     | Omar Apollo        | 25,026 / 25,026 | $3,862,099   |
| 23 de março, 2023             | Inglewood        | Estados Unidos | Kia Forum                     | Omar Apollo        | 25,026 / 25,026 | $3,862,099   |
| 1 de junho, 2023              | Amsterdam        | Países Baixos  | Ziggo Dome                    | Raye               | —               | —            |
| 3 de junho, 2023              | Amsterdam        | Países Baixos  | Ziggo Dome                    | Raye               | —               | —            |
| 5 de junho, 2023              | Paris            | França         | Accor Arena                   | Raye               | —               | —            |
| 7 de junho, 2023              | Zürich           | Suíça          | Hallenstadion                 | Raye               | —               | —            |
| 9 de junho, 2023              | Berlin           | Alemanha       | Mercedes-Benz Arena           | Raye               | —               | —            |
| 11 de junho, 2023             | Cologne          | Alemanha       | Lanxess Arena                 | —                  | —               | —            |
| 13 de junho, 2023             | Manchester       | Reino Unido    | AO Arena                      | —                  | —               | —            |
| 15 de junho, 2023             | Glasgow          | Reino Unido    | OVO Hydro                     | —                  | —               | —            |
| 17 de junho, 2023             | London           | Reino Unido    | The O2 Arena                  | Raye               | —               | —            |
| 18 de junho, 2023             | London           | Reino Unido    | The O2 Arena                  | Raye               | —               | —            |
| 21 de junho, 2023             | Dublin           | Irlanda        | 3Arena                        | Raye               | —               | —            |
| 22 de junho, 2023             | Dublin           | Irlanda        | 3Arena                        | Raye               | —               | —            |
| 25 de junho, 2023             | London           | Reino Unido    | The O2 Arena                  | Raye               | —               | —            |
| 26 de junho, 2023             | London           | Reino Unido    | The O2 Arena                  | Raye               | —               | —            |
| 20 de setembro, 2023          | Miami            | Estados Unidos | Kaseya Center                 | D4vd               | —               | —            |
| 22 de setembro, 2023          | Tampa            | Estados Unidos | Amalie Arena                  | D4vd               | —               | —            |
| 24 de setembro, 2023          | Nashville        | Estados Unidos | Bridgestone Arena             | D4vd               | —               | —            |
| 26 de setembro, 2023          | Philadelphia     | Estados Unidos | Wells Fargo Center            | D4vd               | —               | —            |
| 28 de setembro, 2023          | Baltimore        | Estados Unidos | CFG Bank Arena                | D4vd               | —               | —            |
| 30 de setembro, 2023          | Boston           | Estados Unidos | TD Garden                     | D4vd               | —               | —            |
| 1 de outubro, 2023            | Newark           | Estados Unidos | Prudential Center             | D4vd               | —               | —            |
| 6 de outubro, 2023            | Brooklyn         | Estados Unidos | Barclays Center               | D4vd               | —               | —            |
| 7 de outubro, 2023            | Brooklyn         | Estados Unidos | Barclays Center               | D4vd               | —               | —            |
| 10 de outubro, 2023           | Chicago          | Estados Unidos | United Center                 | D4vd               | —               | —            |
| 11 de outubro, 2023           | St. Louis        | Estados Unidos | Enterprise Center             | D4vd               | —               | —            |
| 14 de outubro, 2023           | Houston          | Estados Unidos | Toyota Center                 | D4vd               | —               | —            |
| 15 de outubro, 2023           | San Antonio      | Estados Unidos | Frost Bank Center             | D4vd               | —               | —            |
| 18 de outubro, 2023           | Denver           | Estados Unidos | Ball Arena                    | D4vd               | —               | —            |
| 19 de outubro, 2023           | Salt Lake City   | Estados Unidos | Delta Center                  | D4vd               | —               | —            |
| 22 de outubro, 2023           | Los Angeles      | Estados Unidos | Crypto.com Arena              | D4vd               | —               | —            |
| 23 de outubro, 2023           | Los Angeles      | Estados Unidos | Crypto.com Arena              | D4vd               | —               | —            |
| 26 de outubro, 2023           | San Francisco    | Estados Unidos | Chase Center                  | D4vd               | —               | —            |
| 28 de outubro, 2023           | Las Vegas        | Estados Unidos | T-Mobile Arena                | D4vd               | —               | —            |
| 29 de outubro, 2023           | Phoenix          | Estados Unidos | Footprint Center              | D4vd               | —               | —            |
| 13 de abril, 2024             | Auckland         | Nova Zelândia  | Spark Arena                   | Sir                | —               | —            |
| 15 de abril, 2024             | Auckland         | Nova Zelândia  | Spark Arena                   | Sir                | —               | —            |
| 16 de abril, 2024             | Auckland         | Nova Zelândia  | Spark Arena                   | Sir                | —               | —            |
| 19 de abril, 2024             | Brisbane         | Austrália      | Brisbane Entertainment Centre | Sir                | —               | —            |
| 20 de abril, 2024             | Brisbane         | Austrália      | Brisbane Entertainment Centre | Sir                | —               | —            |
| 23 de abril, 2024             | Sydney           | Austrália      | Qudos Bank Arena              | Sir                | —               | —            |
| 24 de abril, 2024             | Sydney           | Austrália      | Qudos Bank Arena              | Sir                | —               | —            |
| 26 de abril, 2024             | Sydney           | Austrália      | Qudos Bank Arena              | Sir                | —               | —            |
| 29 de abril, 2024             | Melbourne        | Austrália      | Rod Laver Arena               | Sir                | —               | —            |
| 30 de abril, 2024             | Melbourne        | Austrália      | Rod Laver Arena               | Sir                | —               | —            |
| 2 de maio, 2024               | Melbourne        | Austrália      | Rod Laver Arena               | Sir                | —               | —            |
| Total                         | Total            | Total          | Total                         | Total              | >674,000        | >$95,500,000 |

### Shows cancelados
| Data               | Cidade  | País   | Local            | Razão  |
| ------------------ | ------- | ------ | ---------------- | ------ |
| 4 de outubro, 2023 | Toronto | Canada | Scotiabank Arena | Doente |

## Prêmios
| Cerimônia       | Ano  | Categoria            | indicado(s)                    | Resultado | Ref.   |
| --------------- | ---- | -------------------- | ------------------------------ | --------- | ------ |
| Pollstar Awards | 2024 | Turnê Hip-Hop do Ano | A turnê norte-americana do SOS | Indicado  | [ 81 ] |
| Pollstar Awards | 2024 | Turnê R&B do Ano     | A turnê norte-americana do SOS | Indicado  | [ 81 ] |